# The Beauty Inside
The Beauty Inside (en Latinoamérica, La Belleza interior) es una película desarrollada por Intel y Toshiba que fue filmada en interacción con la red social Facebook.
La Película está dirigida por Drake Doremus y protagonizada por Mary Elizabeth Winstead y Topher Grace. Está dividida en seis episodios, narrados conjuntamente entre el protagonista y el público a través de Facebook.
Es la segunda película de este tipo impulsada por Intel y toshiba. El film ganó en 2013 un Premio Daytime Emmy como «Outstanding New Approach to an Original Daytime Program or Series».

## Reparto
- Mary Elizabeth Winstead
- Topher Grace
- Matthew Gray Gubler
- Caitriona Balfe
- Oliver Muirhead